# (27147) Mercedessosa
(27147) Mercedessosa ist ein Asteroid des äußeren Hauptgürtels, der am 28. Dezember 1998 im Rahmen des OCA-DLR Asteroid Surveys (O.D.A.S.), einem Projekt des OCA (Observatoire de la Côte d’Azur) und des DLR (Deutsches Zentrum für Luft- und Raumfahrt), am 90-cm-Schmidt-Teleskop des französischen Observatoire de Calern (IAU-Code 910) entdeckt wurde. Sichtungen des Asteroiden hatte es vorher schon am 14. und 16. Juli 1996 am La-Silla-Observatorium der Europäischen Südsternwarte in Chile unter der vorläufigen Bezeichnung 1996 NZ2 gegeben.
Der Asteroid hat mit einer Exzentrizität von 0,0077 eine nahezu kreisförmige Umlaufbahn um die Sonne. Die Umlaufbahn hat sogar weniger Exzentrizität als diejenige der Erde. Der mittlere Durchmesser wurde mit circa fünf km berechnet, die Albedo ähnelt mit 0,134 (±0,027) derjenigen des irdischen Mondes.
Nach der SMASS-Klassifikation (Small Main-Belt Asteroid Spectroscopic Survey) wurde bei einer spektroskopischen Untersuchung von Gianluca Masi, Sergio Foglia und Richard P. Binzel (27147) Mercedessosa bei einer Unterteilung aller untersuchten Asteroiden in C-, S- und V-Typen den C-Asteroiden zugeordnet.
(27147) Mercedessosa gehört zur Eos-Familie, einer Gruppe von Asteroiden, welche typischerweise große Halbachsen von 2,95 bis 3,1 AE aufweisen, nach innen begrenzt von der Kirkwoodlücke der 7:3-Resonanz mit Jupiter, sowie Bahnneigungen zwischen 8° und 12°. Die Gruppe ist nach dem Asteroiden (221) Eos benannt. Es wird vermutet, dass die Familie vor mehr als einer Milliarde Jahren durch eine Kollision entstanden ist. Die zeitlosen (nichtoskulierenden) Bahnelemente von (27147) Mercedessosa sind fast identisch mit denjenigen von sechs kleineren (wenn man von der Absoluten Helligkeit ausgeht) Asteroiden: (161617) 2005 UJ513, (176040) 2000 SY223, (196714) 2003 SM102, (201671) 2003 UZ70, (229992) 2000 AW207 und 2015 FF327.
Der Asteroid wurde am 9. September 2014 nach der argentinischen Sängerin Mercedes Sosa (1935–2009) benannt.